# Bobby Sherman
Robert Cabot Sherman Jr. (Santa Mónica, California; 22 de julio de 1943-Los Ángeles, California; 24 de junio de 2025), conocido profesionalmente como Bobby Sherman, fue un cantante, actor y compositor estadounidense que se convirtió en un ídolo adolescente a finales de los sesenta y principios de los setenta. Tuvo una serie de sencillos de éxito, entre los que destaca el éxito de ventas "Little Woman" (1969). En la década de 1970, Sherman abandonó su carrera en el mundo del espectáculo para dedicarse a los servicios de emergencia y a ser ayudante del sheriff, aunque actuó ocasionalmente hasta la década de 1990.

## Carrera artística

### Música
En 1962, Sal Mineo compuso dos canciones para Sherman, además de hacer los arreglos para que éste las grabara. En 1964, cuando Mineo le pidió a Sherman que cantara con su antigua banda en una fiesta de Hollywood (a la que asistieron muchos actores y agentes), Sherman fue contratado por un agente y finalmente consiguió un papel en el programa de televisión de la ABC Shindig! como miembro regular del reparto/cantante de la casa.
Sherman grabó varios discos con Decca y otro sello más pequeño y apareció en revistas para adolescentes. A principios de 1968, fue seleccionado para el papel del tímido y tartamudo leñador, Jeremy Bolt, en la serie de televisión de la ABC Here Come the Brides (1968-1970). En 1970, Bobby Sherman había recibido más cartas de aficionados que cualquier otro actor de la cadena ABC.
Sherman apareció en un episodio de Honey West titulado "The Princess and the Paupers" como miembro de una banda secuestrada y en un episodio de The Monkees titulado "Monkees at the Movies", interpretando a un pomposo surfista/cantante llamado Frankie Catalina en la línea de Frankie Avalon, interpretando la canción "The New Girl in School" (la vuelta de "Dead Man's Curve" de Jan & Dean).
Sherman publicó 107 canciones, 23 sencillos y 10 álbumes entre 1962 y 1976. En su carrera discográfica, consiguió siete sencillos de oro, un sencillo de platino y cinco álbumes de oro. Tuvo un total de siete éxitos en el Top 40 de su carrera. En 1969, firmó con Metromedia Records. En mayo de 1969, lanzó el sencillo "Little Woman", que alcanzó el número 3 en la lista Billboard Hot 100 (número 2 en Canadá) y pasó nueve semanas en el Top 20. Vendió más de un millón de copias y recibió un disco de oro de la RIAA en octubre de 1969.
Sus otros éxitos fueron "Julie, Do Ya Love Me" (US #5/AC #2) (Canadá #3) (Australia #3) (escrito por Tom Bahler), "Easy Come, Easy Go" (US #9/AC #2) (Canadá #6), "Jennifer" (US #60/AC #9) (Canadá #32), "La La La (If I Had You)" (US #9/AC #14) (Canadá #7), y "The Drum" (US #29/AC #2) (Canadá #7) (escrita por Alan O'Day). Algunas de estas canciones fueron producidas por Jackie Mills, un productor discográfico de Hollywood, que también produjo los Brady Bunch Kids. En Canadá, "Hey, Mister Sun" alcanzó el #19, "Cried Like a Baby" llegó al #10, y "Waiting At The Bus Stop" alcanzó el #31. "La, La, La", "Easy Come, Easy Go" y "Julie, Do Ya Love Me" vendieron más de un millón de copias y consiguieron más discos de oro para Sherman. "Julie, Do Ya Love Me" fue la única excursión de Sherman en la UK Singles Chart, donde alcanzó el número 28 en noviembre de 1970. La canción compitió con la versión de White Plains, que se situó en el número 8.
Sherman realizó numerosas giras por Estados Unidos y el mundo en apoyo de sus discos y álbumes. Desde finales de la década de 1960 hasta mediados de la de 1970, dio muchos conciertos ante multitudes que agotaron las entradas, en su mayoría mujeres jóvenes que gritaban. Los gritos de las jóvenes eran tan fuertes que Sherman sufrió una pérdida de audición.

### Televisión[7]
Sherman fue una estrella habitual en el programa semanal de la cadena de televisión ABC Here Come the Brides, del 25 de septiembre de 1968 al 3 de abril de 1970. La serie se basaba libremente en el proyecto de las chicas Mercer, los esfuerzos de Asa Mercer por llevar la civilización a la vieja Seattle en la década de 1860 importando mujeres casaderas de las ciudades de la costa este de Estados Unidos, donde los estragos de la guerra civil estadounidense dejaron a esas ciudades escasas de hombres. Bobby Sherman interpretó al hermano menor, Jeremy Bolt.
Sherman era un invitado frecuente en American Bandstand y Where the Action Is. Un episodio de marzo de 1971 de The Partridge Family contó con la participación de Sherman, sirviendo como piloto de la serie de televisión ABC Getting Together, que se emitió a partir de septiembre de 1971. El programa fue cancelado después de 14 episodios.
Sherman fue una estrella invitada en series de televisión como Emergency!, FBI, The Mod Squad, Ellery Queen, Murder, She Wrote y Frasier. También ha sido invitado en The Ed Sullivan Show, American Bandstand, The Sonny & Cher Comedy Hour, KTLA Morning News, Visiting with Huell Howser en PBS, Good Day LA, The Rosie O'Donnell Show, Good Morning America y The Tonight Show con Johnny Carson y posteriormente con Jay Leno. Apareció en 20/20, VH1, Entertainment Tonight y Extra, entre otros programas de televisión.
Sherman fue un miembro habitual del reparto del programa de televisión Sanchez of Bel Airen 1986.

### Regreso y retiro
En 1998, tras 25 años de ausencia, los aficionados volvieron a ver a Sherman en concierto como parte de la gira "The Teen Idol Tour" con Peter Noone y Davy Jones. El miembro de los Monkees Micky Dolenz sustituyó a Davy Jones en la gira en 1999. Sherman dio su último concierto en solitario en Lincoln, Rhode Island, el 25 de agosto de 2001. Aunque se retiró de la vida pública, siguió apareciendo en eventos corporativos y benéficos. Ocupó el puesto número 8 en la lista de TV Guide de los "25 mayores ídolos adolescentes de la televisión" (edición del 23 de enero de 2005).

## Carrera posterior
Cuando Sherman actuó como invitado en un episodio de la serie de televisión de Jack Webb Emergency! ("Fools", temporada 3, episodio 17, emitido el 19 de enero de 1974), encontró una nueva vocación. Con el tiempo, abandonó la escena pública y se convirtió en técnico de emergencias médicas (EMT).  Fue voluntario en el Departamento de Policía de Los Ángeles, trabajando con los paramédicos e impartiendo clases de reanimación cardiopulmonar y primeros auxilios. En la década de 1990 se convirtió oficialmente en agente de policía de reserva técnica del Departamento de Policía de Los Ángeles, puesto que seguía ocupando en 2017. Durante más de una década sirvió como oficial de formación médica en la Academia de Policía de Los Ángeles, instruyendo a miles de policías en primeros auxilios y RCP. Fue nombrado Oficial de Reserva del Año del Departamento de Policía de Los Ángeles en 1999.
En 1999, Sherman se convirtió en ayudante del sheriff del condado de San Bernardino y continuó con la formación en RCP y emergencias de los nuevos ayudantes. Sherman se retiró del departamento del sheriff en 2010.
Sherman y su esposa cofundaron la Fundación Brigitte & Bobby Sherman Children's (BBSC). La misión de la fundación es proporcionar a los estudiantes motivados de Ghana una educación de alta calidad y un programa de música, proporcionándoles las herramientas necesarias para proseguir sus estudios superiores.

## Vida personal
Sherman nació de Robert Cabot Sherman Sr. y Juanita (de soltera Freeman) Sherman en Santa Mónica, California. Creció en Van Nuys, California, con su hermana Darlene.
Los relatos publicados indican que la relación de Sherman con Sal Mineo era tanto personal como profesional.
Sherman se casó con Brigitte Poublon el 18 de julio de 2010 en Las Vegas. Sherman tuvo dos hijos, Christopher y Tyler, con su primera esposa, Patti Carnel.
Sherman murió el 24 de junio del 2025 debido al cáncer que padecía.